# Distretto di Białobrzegi
Il distretto di Białobrzegi (in polacco powiat białobrzeski) è un distretto polacco appartenente al voivodato della Masovia.

## Geografia antropica

### Suddivisioni amministrative
Il distretto comprende 6 comuni.
- Comuni urbano-rurali: Białobrzegi, Wyśmierzyce
- Comuni rurali: Promna, Radzanów, Stara Błotnica, Stromiec